# S.P. Tre Penne
S.P. Tre Penne, hay 'S.P. Three Pen', là một câu lạc bộ bóng đá có trụ sở ở Thành phố San Marino. Đội được thành lập vào năm 1956, hiện tại đang chơi ở Girone B tại giải Campionato Sammarinese di Calcio. Áo sân nhà của câu lạc bộ có màu xanh và trắng, đỏ đối với áo sân khách. Một thời gian sau áo đấu của câu lạc bộ chuyển thành màu xanh lá.
Vào ngày 9 tháng 7 năm 2013, Tre Penne trở thành đội bóng San Marino đầu tiên giành chiến thắng ở một giải đấu Cúp Châu Âu khi thắng Shirak 1–0 ở lượt về vòng sơ loại đầu tiên của UEFA Champions League 2013-14.

## Lịch sử
Hai tháng sau khi A.C. Libertas thành lập vào ngày 11 tháng 11 năm 1928, đội được thành lập theo lệnh của Đảng phát xít Segretario Sammarinese, Manlio Gozi. Vào những năm 1930, Sammarinese Titania của Mỹ đã mua lại; sự ra đời của các hiệp hội quốc gia, và thúc đẩy sự hình thành của Nhóm thể thao Titania 4. Ngày 21 tháng 8 năm 1933, tại thủ đô La Serenissima được thành lập và Marina Belluzzi được bổ nhiệm làm chủ tịch. La Serenissima là đội đại diện cho Thành phố San Marino trong mùa giải đầu tiên của Coppa Titano vào năm 1937. Áo của đội lúc bấy giờ có màu trắng và xanh. Họ khởi đầu với chiến thắng 2–0 tại La Castellana di Serravalle, nhưng trận chung kết thì họ giành vị trí á quân. La Serenissima cải tổ sau chiến tranh. Năm 1952, họ bắt đầu thi đấu giải Coppa Titano.
Năm 1956, theo lệnh của một nhóm vận động viên của Lâu đài, San Marino lấy lại vị thế bóng đá đại diện của mình ở Tre Penne; lấy tên của nó từ ba đỉnh của Monte Titano và màu sắc của Serenissima (đen và trắng). Thật kỳ lạ, ngay cả Tre Penne cũng trở thành một đại diện của San Marino. Năm 1959, Ý được Ủy ban Bologna FIGC công nhận, và sau đó Tre Penne gia nhập lực lượng Libertas. Libertas Tre Penne ra đời, nó được chủ trì bởi Giám đốc Chính phủ Du lịch, Gian Vito Marcucci, người đã giữ bản sắc của Tre Penne. Từ đống tro tàn của Liên bang và Libertas, Tre Penne đã được đúc kết thành đội thể thao Serenissima, ngày nay là San Marino Calcio. Thành công đầu tiên của Tre Penne vẫn đến với hình thức Đại diện của San Marino vào năm 1966 khi tham gia Giải Nghiệp dư Bergonzona (Thụy Sĩ). Sammarienese đã tiến đến trận chung kết và gần như bất bại, nhưng cuối cùng họ lại để thua trước Áo. Năm 1967, họ đã giành được Coppa Titano đầu tiên. Tre Penne đã bắt đầu những bước đầu tiên bằng cách giới thiệu Marco Macina, cầu thủ đầu tiên khoác áo San Marino ở giải vô địch U-16 quốc gia Ý vào năm 1982. Họ đã trở thành nhà vô địch châu Âu, nhưng sau đó đã nằm trong các cầu thủ trẻ của Bologna.
Câu lạc bộ đã giành chiến thắng đầu tiên tại các giải đấu cúp châu Âu vào ngày 9 tháng 7 năm 2013, khi họ đánh bại Shirak với tỷ số 1–0, góp công lớn vào chiến thắng này là những nỗ lực của thủ môn Federico Valentini.

## Danh hiệu
- Campionato Sammarinese di Calcio: 4

2011–12, 2012–13, 2015–16, 2018–19
- Coppa Titano: 6

1966–67, 1969–70, 1981–82, 1982–83, 1999–2000, 2016–17
- San Marino Federal Trophy: 1

2005
- Super Coppa Sammarinese: 3

2013, 2016, 2017

## Đội hình hiện tại
Tính đến ngày 28 tháng 9 năm 2021.
Ghi chú: Quốc kỳ chỉ đội tuyển quốc gia được xác định rõ trong điều lệ tư cách FIFA. Các cầu thủ có thể giữ hơn một quốc tịch ngoài FIFA.
| Số | VT | Quốc gia   | Cầu thủ                        |
| -- | -- | ---------- | ------------------------------ |
| 2  | HV | San Marino | Davide Cesarini                |
| 3  | HV | Ý          | Lorenzo Costa                  |
| 4  | TV | Ý          | Danny Grillo                   |
| 5  | TV | Ý          | Luca Righini                   |
| 6  | TV | San Marino | Kevin Zonzini                  |
| 7  | HV | Ý          | Francesco Sartori (Đội trưởng) |
| 8  | TV | Ý          | Nicola Gai                     |
| 9  | TĐ | Ý          | Riccardo Pieri                 |
| 11 | TV | San Marino | Luca Ceccaroli                 |
| 14 | HV | Ý          | Christofer Genestreti          |
| 17 | TV | San Marino | Enrico Cibelli                 |
| 19 | HV | Ý          | Nicolas Lombardi               |
| 20 | HV | Ý          | Paolo Vandi                    |

| Số | VT | Quốc gia   | Cầu thủ             |
| -- | -- | ---------- | ------------------- |
| 21 | TV | San Marino | Michael Battistini  |
| 23 | TĐ | Ý          | Alessandro Chiurato |
| 24 | HV | San Marino | Enrico Casadei      |
| 25 | TĐ | San Marino | Pietro Semprini     |
| 26 | TM | Ý          | Mattia Migani       |
| 29 | TM | Ý          | Fabio Zambetti      |
| 30 | TV | Ý          | Matteo Semprini     |
| 33 | TM | Ý          | Mauro Lanzoni       |
| 45 | HV | Ý          | Piero Cauterucci    |
| 55 | TM | San Marino | Alfredo Chierighini |
| 57 | TV | San Marino | Giacomo Zafferani   |
| 95 | TĐ | Ý          | Imre Badalassi      |

## Huấn luyện viên qua các thời kỳ
- Stefano Ceci (2010–12)
- Morris Tamburini (2013–17)
- Luigi Bizzotto (2017–18)
- Stefano Ceci (2018–)